# فيد (مغني)

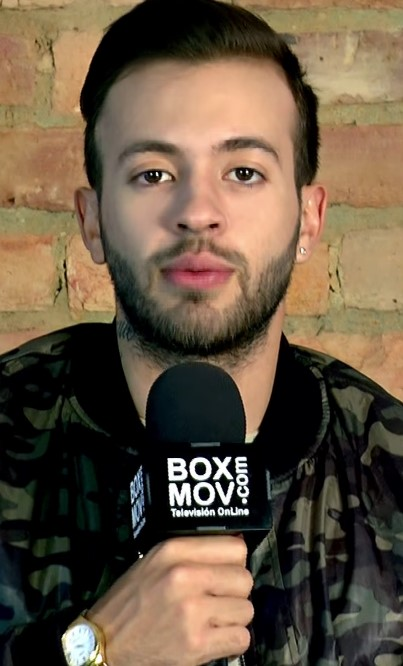

سالومون فيلادا هويوس ، المعروف باسم فيد (Feid)(مواليد 19 أغسطس 1992) ، هو مغني وكاتب أغاني كولومبي. تعاون مع فنانين مشهورين مثل جي بالفين ومالوما ونيكي جام وسيباستيان ياترا وناتشو وكارول جي   ولد في ميديلين ، كولومبيا ،      